# Ash (Oregon)
Ash (más néven Ash Valley) az Amerikai Egyesült Államok északnyugati részén, Oregon állam Douglas megyéjében elhelyezkedő önkormányzat nélküli település.
Nevét Charles L. Parker, az 1894 és 1934 között működő posta első vezetőjének javaslatára az oregoni kőrisről (angolul ash) kapta. 1915-ben sajtgyár és fűrészüzem is volt itt. Az iskola 1994-ben zárt be.

## Fordítás
- Ez a szócikk részben vagy egészben  az   Ash, Oregon című angol Wikipédia-szócikk ezen változatának fordításán alapul.  Az eredeti cikk szerkesztőit annak laptörténete sorolja fel. Ez a jelzés csupán a megfogalmazás eredetét és a szerzői jogokat jelzi, nem szolgál a cikkben szereplő információk forrásmegjelöléseként.